# Warum wir so gefährlich waren. geschichten eines inoffiziellen gedenkens
warum wir so gefährlich waren. geschichten eines inoffiziellen gedenkens ist ein 2006 im Rahmen des kulturwissenschaftlichen Instituts der Humboldt-Universität produzierter Film.

## Synopsis
Zwischen 1983 und 1986 versuchten Frauen der Ostberliner Gruppe „Lesben in der Kirche“ (LiK) an mehreren Gedenkveranstaltungen im ehemaligen Frauenkonzentrationslager Ravensbrück teilzunehmen. Zwanzig Jahre später erinnern sich vier dieser Frauen an die Geschehnisse, Motive, an die harschen staatlichen Reaktionen und an die politische Arbeit in der Gruppe: Vier unterschiedliche Erinnerungen, Schlussfolgerungen, Lebenswege, die sich noch einmal an diesem „Knotenpunkt“ treffen.

## Hintergründe
Lesbisches Leben war in DDR öffentlich kaum sichtbar. Die Kirche bot damals die einzige Möglichkeit, sich öffentlich zu treffen und sich zu organisieren. Die Gruppe „Lesben in der Kirche“ war die erste DDR-Lesbengruppen.

## Entstehungsgeschichte
Die Filmemacher stießen in Berliner Archiven auf Notizen, Gedächtnisprotokolle und Bilder zu den Ereignissen in den 80er Jahren. Einige der Frauen der Gruppe konnten ausfindig gemacht werden und lebten noch in Berlin. Bei den Recherchen wurde deutlich, dass es ein großes Bedürfnis gibt, über die politische Arbeit rund um die Besuche in Ravensbrück und die Konflikte mit den staatlichen Behörden zu sprechen (und gehört zu werden).